# Canton du Blanc
Le canton du Blanc est une circonscription électorale française située dans le département de l'Indre, en région Centre-Val de Loire.
À la suite du redécoupage cantonal de 2014, les limites territoriales du canton sont remaniées. Le nombre de communes du canton passe de 9 à 27.

## Histoire
Le canton fut créé le 15 février 1790. En 1801,, une modification est intervenue.
Le décret du 18 février 2014, divise par deux le nombre de cantons dans l'Indre. La mise en application a été effective aux élections départementales de mars 2015.
Le canton du Blanc est conservé et s'agrandit grâce à la fusion avec les cantons de Mézières-en-Brenne et de Tournon-Saint-Martin. Il passe de 9 à 27 communes. Le bureau centralisateur est situé au Blanc.

## Géographie
Ce canton est organisé autour de la commune du Blanc. Il est entièrement inclus dans l'arrondissement éponyme, et se situe à l'ouest du département.
Son altitude varie de 59 m (Néons-sur-Creuse) à 154 m (Ciron).
Le canton dépend de la première circonscription législative de l'Indre.

## Représentation

### Conseillers généraux de 1833 à 2015
| Période      | Période      | Identité                                                       | Étiquette                        | Qualité |
| ------------ | ------------ | -------------------------------------------------------------- | -------------------------------- | --- |
| 1833         | 1852         | Joseph Pierre Jevardat de Fombelle (1792-1871)                 | ?                                | Lieutenant des gardes du corps du roi Louis XVIII Négociant et propriétaire au Blanc                                                               |
| 1852         | 1867         | Aimé David (1808-1883)                                         | ?                                | Ancien substitut du Procureur du Roi à Château-Chinon Avocat, ancien maire du Blanc Propriétaire au Tardet (Bélâbre)                               |
| 1867         | 1871         | Pierre-Alban Rabault                                           | ?                                | Propriétaire au Blanc |
| 1871         | 1874         | Vicomte François Marie Taillepied de Bondy                     | Centre droit                     | Préfet de l'Indre Maître des requêtes au Conseil d'État Député de l'Indre (1871-1876) Sénateur de l'Indre (1876-1890) Militaire                    |
| 1874         | 1880         | Louis Isidore Jevardat de Fombelle (1825-1906, fils de Joseph) | Républicain                      | Propriétaire au Blanc |
| 1880         | 1895,        | Baron Paul Vallet de Villeneuve (1831-1895)                    | Droite                           | Maire de Concremiers |
| 1896         | 1910         | Georges de Beauregard                                          | Républicain                      | Député de l'Indre Maire du Blanc (1892-1895, 1896-1899 et 1900-1906) Propriétaire                                                                  |
| 1910         | 1928         | Lucien Salmont (1861-1928)                                     | Radical                          | Avocat à la Cour d'appel, propriétaire Maire d'Ingrandes                                                                                           |
| 1928         | 1940         | Albert Chichery                                                | Radical                          | Député de l'Indre (1932-1942) Ministre (juin-juillet 1940) Propriétaire d'une usine de cycles au Blanc, conseiller d'arrondissement Décédé en 1944 |
|              |              |                                                                |                                  | |
| 1942         | 1945         | Désiré Chaussebourg                                            | ?                                | Cultivateur Maire du Blanc (1941-1944) Nommé Conseiller départemental en 1942                                                                      |
|              |              |                                                                |                                  | |
| 1945         | 1964         | Ferdinand Séville (1891-1986)                                  | SFIO                             | Maire du Blanc (1944-1959) |
| 1964         | octobre 1988 | André Gasnier                                                  | Radical puis MRGpuis UDF/Radical | Président du conseil général de l'Indre (1975-1979) Maire du Blanc (1959-1971)                                                                     |
| octobre 1988 | 1997         | Jean-Paul Chanteguet                                           | PS                               | Député de l'Indre (1988-1993 et 1997-2017) Maire du Blanc (1983-2012) Conseiller économique                                                        |
| 1997         | mars 2015    | Alain Pasquer,                                                 | PS                               | Président de la communauté de communes Brenne - Val de Creuse Maire du Blanc (2012-2015,) Enseignant                                               |

### Conseillers d'arrondissement (de 1833 à 1940)
Le canton du Blanc avait deux conseillers d'arrondissement.
| Période                                  | Période      | Identité                               | Étiquette | Qualité |
| ---------------------------------------- | ------------ | -------------------------------------- | --------- | --- |
| 1833                                     | 1839         | Pierre Léon Bernard                    |           | Avocat, adjoint au maire du Blanc                                                                           |
| 1833                                     | 1840 (décès) | Pierre Louis Suzor (1771-1840)         |           | Ancien officier de gendarmerie, propriétaire au Blanc                                                       |
| 1839                                     | 1848         | Georges Dubrac                         |           | Avoué au Blanc                                                                                              |
| 1840                                     | 1848         | Jean Clément Laurier (1796-1855)       |           | Officier de santé, propriétaire au Blanc                                                                    |
|                                          |              |                                        |           | |
|                                          | 1891 (décès) | Charles Abel Rabault (1821-1891)       |           | Avocat au Blanc, propriétaire à Pouligny-Saint-Pierre                                                       |
|                                          | 1894 (décès) | Baron Louis Alfred d'Oiron (1822-1894) |           | Propriétaire du château de Pelorge à Ruffec-le-Château                                                      |
|                                          |              |                                        |           | |
| 1895                                     |              | M. Defressines                         |           | |
| 1895                                     |              | M. Roy                                 |           | |
|                                          |              |                                        |           | |
| 1913                                     |              | Baron Eugène d'Oiron (1858-1935)       |           | Maire de Ruffec-le-Château                                                                                  |
| 1913                                     | 1925         | Benoit Pologne (1860-1934)             |           | Épicier en gros au Blanc, membre de la Chambre de commerce                                                  |
| 1925                                     | 1928         | Albert Chichery                        | Radical   | Propriétaire d'une usine de cycles au Blanc                                                                 |
| 1925                                     | 1931         | Prosper Maisonneuve                    |           | Maire de Ciron                                                                                              |
| 1928                                     | 1940         | Francisque Gallon                      | PDP       | Conseiller municipal du Blanc                                                                               |
| 1931                                     | 1937         | Louis Fruchon                          | Radical   | Maire du Blanc                                                                                              |
| 1937                                     | 1940         | William-Pierre Babb (1888-1973)        | Radical   | Notaire et agriculteur au Blanc                                                                             |
| 1940                                     |              |                                        |           | Les conseils d'arrondissement ont été suspendus par la loi du 12 octobre 1940 et n'ont jamais été réactivés |
| Les données manquantes sont à compléter. |              |                                        |           | |

### Conseillers départementaux à partir de 2015
| Période élective | Période élective | Mandat | Mandat   | Identité         | Nuance | Nuance | Qualité |
| ---------------- | ---------------- | ------ | -------- | ---------------- | ------ | ------ | --- |
| 2015             | 2021             | 2015   | 2021     | Gérard Blondeau  |        | LR     | Ancien maire de Lureuil Ancien conseiller général du Canton de Tournon-Saint-Martin (2011-2015) Exploitant agricole retraité |
| 2015             | 2021             | 2015   | 2021     | Françoise Perrot |        | LR     | Conseillère municipale du Blanc jusqu'en 2020 Commerçante                                                                    |
| 2021             | 2028             | 2021   | en cours | Gérard Blondeau  |        | LR     | Conseiller sortant |
| 2021             | 2028             | 2021   | en cours | Nathalie Corbeau |        | DVD    | Personnel d'éducation, adjointe au maire du Blanc                                                                            |

### Résultats électoraux

#### Cantonales de 2001
Élections cantonales de 2001 : Alain Pasquer (PS) est élu au 1er tour avec 59,53 % des suffrages exprimés, devant Jean-Michel Mols (Divers droite) (29,48 %), Christophe Bouquin (FN) (7,33 %) et Marcel Charansonnet (PCF) (3,67 %). Le taux de participation est de 68,76 % (5 946 votants sur 8 647 inscrits).

#### Cantonales de 2008
Élections cantonales de 2008 : Alain Pasquer (PS) est élu au 1er tour avec 63,28 % des suffrages exprimés, devant Roland  Caillaud (Majorité)(28,68 %) et Robert Dequesne  (FN) (4,39 %). Le taux de participation est de 73,48 % (6 488 votants sur 8 830 inscrits).

#### Départementales de 2015
À l'issue du 1er tour des élections départementales de 2015, deux binômes sont en ballottage : Marie-Georges Fayn-Dargenton et Alain Pasquer (Union de la Gauche, 31,15 %) et Gérard Blondeau et Françoise Perrot (Union de la Droite, 24,18 %). Le taux de participation est de 57,3 % (8 412 votants sur 14 680 inscrits) contre 53,14 % au niveau départemental et 50,17 % au niveau national.
Au second tour, Gérard Blondeau et Françoise Perrot (Union de la Droite) sont élus avec 54,75 % des suffrages exprimés et un taux de participation de 59,16 % (4 366 voix pour 8 684 votants et 14 680 inscrits).

#### Élections de juin 2021
Le premier tour des élections départementales de 2021 est marqué par un très faible taux de participation (33,26 % au niveau national). Dans le canton du Blanc, ce taux de participation est de 38,76 % (5 403 votants sur 13 938 inscrits) contre 35,86 % au niveau départemental. À l'issue de ce premier tour, deux binômes sont en ballottage : Gérard Blondeau et Nathalie Corbeau (DVD, 54,09 %) et Laurent Moreau et Sylvie Perchez (Union à gauche avec des écologistes, 25,36 %).
Le second tour des élections est marqué une nouvelle fois par une abstention massive équivalente au premier tour. Les taux de participation sont de 34,36 % au niveau national, 35,86 % dans le département et 38,92 % dans le canton du Blanc. Gérard Blondeau et Nathalie Corbeau (DVD) sont élus avec 69,09 % des suffrages exprimés (3 466 voix pour 5 424 votants et 13 938 inscrits),,.

## Composition

### Composition avant 2015

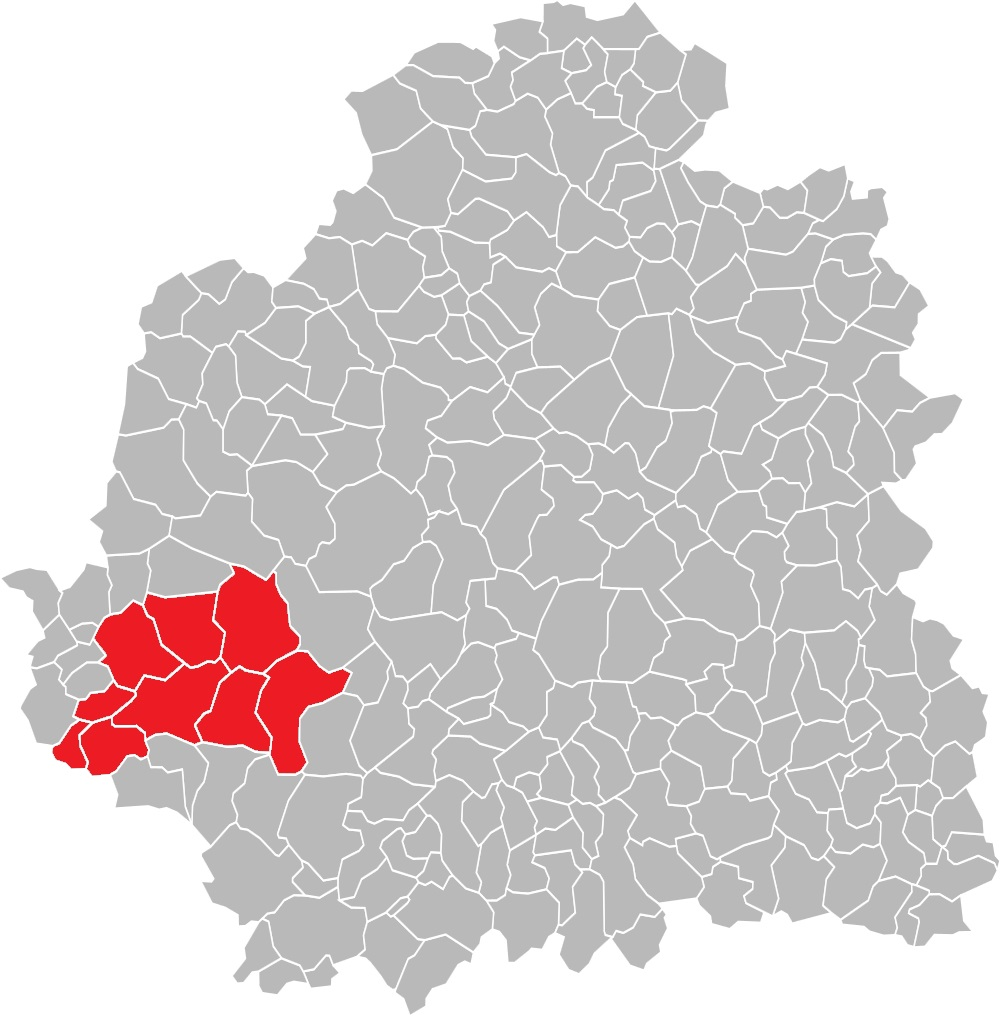
Situation du canton du Blanc, dans le département de l'Indre, de 1790 à mars 2015.

Le canton du Blanc, d'une superficie de 360,19 km2, était composé de neuf communes.
| Nom                   | Code Insee | Codepostal | Superficie (km2) | Population (dernière pop. légale) | Densité (hab./km2) |
| --------------------- | ---------- | ---------- | ---------------- | --------------------------------- | ------------------ |
| Le Blanc (chef-lieu)  | 36018      | 36300      | 57,61            | 6 840 (2012)                      | 119                |
| Ciron                 | 36053      | 36300      | 57,94            | 525 (2012)                        | 9,1                |
| Concremiers           | 36058      | 36300      | 28,11            | 653 (2012)                        | 23                 |
| Douadic               | 36066      | 36300      | 43,14            | 479 (2012)                        | 11                 |
| Ingrandes             | 36087      | 36300      | 11,12            | 329 (2012)                        | 30                 |
| Pouligny-Saint-Pierre | 36165      | 36300      | 47,45            | 1 075 (2012)                      | 23                 |
| Rosnay                | 36173      | 36300      | 59,03            | 506 (2012)                        | 8,6                |
| Ruffec                | 36176      | 36300      | 40,93            | 619 (2012)                        | 15                 |
| Saint-Aigny           | 36178      | 36300      | 14,86            | 298 (2012)                        | 20                 |

### Composition après 2015
Le nouveau canton du Blanc, d'une superficie de 886,46 km2, est composé de vingt-sept communes.
| Nom                              | Code Insee | Intercommunalité          | Superficie (km2) | Population (dernière pop. légale) | Densité (hab./km2) | Modifier                                    |
| -------------------------------- | ---------- | ------------------------- | ---------------- | --------------------------------- | ------------------ | ------------------------------------------- |
| Le Blanc (bureau centralisateur) | 36018      | CC Brenne - Val de Creuse | 57,61            | 6 188 (2022)                      | 107                | modifier les données · modifier les données |
| Azay-le-Ferron                   | 36010      | CC Cœur de Brenne         | 60,95            | 835 (2022)                        | 14                 | modifier les données · modifier les données |
| Ciron                            | 36053      | CC Brenne - Val de Creuse | 57,94            | 523 (2022)                        | 9,0                | modifier les données · modifier les données |
| Concremiers                      | 36058      | CC Brenne - Val de Creuse | 28,11            | 595 (2022)                        | 21                 | modifier les données · modifier les données |
| Douadic                          | 36066      | CC Brenne - Val de Creuse | 43,14            | 473 (2022)                        | 11                 | modifier les données · modifier les données |
| Fontgombault                     | 36076      | CC Brenne - Val de Creuse | 10,58            | 262 (2022)                        | 25                 | modifier les données · modifier les données |
| Ingrandes                        | 36087      | CC Brenne - Val de Creuse | 11,12            | 299 (2022)                        | 27                 | modifier les données · modifier les données |
| Lingé                            | 36096      | CC Cœur de Brenne         | 32,66            | 203 (2022)                        | 6,2                | modifier les données · modifier les données |
| Lurais                           | 36104      | CC Brenne - Val de Creuse | 13,61            | 227 (2022)                        | 17                 | modifier les données · modifier les données |
| Lureuil                          | 36105      | CC Brenne - Val de Creuse | 22,04            | 274 (2022)                        | 12                 | modifier les données · modifier les données |
| Martizay                         | 36113      | CC Cœur de Brenne         | 39,00            | 950 (2022)                        | 24                 | modifier les données · modifier les données |
| Mérigny                          | 36119      | CC Brenne - Val de Creuse | 31,77            | 544 (2022)                        | 17                 | modifier les données · modifier les données |
| Mézières-en-Brenne               | 36123      | CC Cœur de Brenne         | 57,57            | 956 (2022)                        | 17                 | modifier les données · modifier les données |
| Néons-sur-Creuse                 | 36137      | CC Brenne - Val de Creuse | 19,85            | 355 (2022)                        | 18                 | modifier les données · modifier les données |
| Obterre                          | 36145      | CC Cœur de Brenne         | 28,47            | 225 (2022)                        | 7,9                | modifier les données · modifier les données |
| Paulnay                          | 36153      | CC Cœur de Brenne         | 38,48            | 349 (2022)                        | 9,1                | modifier les données · modifier les données |
| Pouligny-Saint-Pierre            | 36165      | CC Brenne - Val de Creuse | 47,45            | 1 032 (2022)                      | 22                 | modifier les données · modifier les données |
| Preuilly-la-Ville                | 36167      | CC Brenne - Val de Creuse | 4,23             | 151 (2022)                        | 36                 | modifier les données · modifier les données |
| Rosnay                           | 36173      | CC Brenne - Val de Creuse | 59,03            | 522 (2022)                        | 8,8                | modifier les données · modifier les données |
| Ruffec                           | 36176      | CC Brenne - Val de Creuse | 40,93            | 569 (2022)                        | 14                 | modifier les données · modifier les données |
| Saint-Aigny                      | 36178      | CC Brenne - Val de Creuse | 14,86            | 272 (2022)                        | 18                 | modifier les données · modifier les données |
| Saint-Michel-en-Brenne           | 36204      | CC Cœur de Brenne         | 49,15            | 318 (2022)                        | 6,5                | modifier les données · modifier les données |
| Sainte-Gemme                     | 36193      | CC Cœur de Brenne         | 32,50            | 257 (2022)                        | 7,9                | modifier les données · modifier les données |
| Saulnay                          | 36212      | CC Cœur de Brenne         | 22,20            | 164 (2022)                        | 7,4                | modifier les données · modifier les données |
| Sauzelles                        | 36213      | CC Brenne - Val de Creuse | 12,86            | 256 (2022)                        | 20                 | modifier les données · modifier les données |
| Tournon-Saint-Martin             | 36224      | CC Brenne - Val de Creuse | 25,82            | 1 120 (2022)                      | 43                 | modifier les données · modifier les données |
| Villiers                         | 36246      | CC Cœur de Brenne         | 24,53            | 174 (2022)                        | 7,1                | modifier les données · modifier les données |
| Canton du Blanc                  | 3603       |                           | 886,46           | 18 093 (2022)                     | 20                 | modifier les données                        |

## Démographie

### Démographie avant 2015
| 1962   | 1968   | 1975   | 1982   | 1990   | 1999   | 2006   | 2011   | 2012   |
| ------ | ------ | ------ | ------ | ------ | ------ | ------ | ------ | ------ |
| 11 795 | 11 718 | 12 479 | 11 982 | 11 652 | 11 178 | 11 346 | 11 475 | 11 324 |

### Démographie depuis 2015
En 2022, le canton comptait 18 093 habitants, en évolution de −3,61 % par rapport à 2016 (Indre : −3 %, France hors Mayotte : +2,11 %).
| 2013   | 2018   | 2022   |
| ------ | ------ | ------ |
| 19 228 | 18 373 | 18 093 |